# Aleja Komisji Edukacji Narodowej w Warszawie
Aleja Komisji Edukacji Narodowej – ulica w warszawskiej dzielnicy Ursynów.

## Przebieg
Aleja zaczyna się przy osiedlu Kabaty na skraju Lasu Kabackiego, a kończy aleją Harcerzy Rzeczypospolitej na Mokotowie. Wzdłuż niemal całej alei ciągnie się ścieżka rowerowa. Pod aleją Komisji Edukacji Narodowej przebiega linia metra na odcinku od stacji Kabaty do stacji Ursynów.

## Historia
Uchwałą z 15 maja 1973 założonej w miejskiej koncepcji ogólnej ciągów komunikacyjnych ulicy biegnącej od ulicy Puławskiej do granic Lasu Kabackiego, funkcjonującej pod roboczą nazwą Nowo-Bukowińska, nadano nazwę aleja Komisji Edukacji Narodowej.
W latach 1976–1996 ulica istniała w terenie (w pełnym, dwujezdniowym przekroju) jedynie na odcinku od Doliny Służewieckiej do ulicy Bartoka, natomiast reszta wytyczonego na Ursynowie odcinka była od 1983 po koniec lat 80. XX wieku zajęta pod odkrywkową budowę I linii warszawskiego metra. Kolejne odcinki (w pierwszej kolejności budowane jako jednojezdniowe, dopiero z czasem w przekroju dwujezdniowym) były udostępniane dla ruchu: 1996 – ul. Herbsta–ul. Ciszewskiego, 1997 – ul. Bartoka–ul. Herbsta, 1998 – ul. Ciszewskiego–ul. Płaskowickiej, 1999 – ul. Płaskowickiej–ul. Wąwozowa (faktycznie ul. Kabacki Dukt), 2003 – ul. Kabacki Dukt–ul. Wilczy Dół, 2012 – ul. Wałbrzyska–Dolina Służewiecka (od razu w przekroju dwujezdniowym); poszerzenia: 2002 – ul. Bartoka–ul. Ciszewskiego, 2004 – ul. Ciszewskiego–ul. Płaskowickiej, 2008 – ul. Płaskowickiej–ul. Belgradzka, 2011 – ul. Belgradzka–ul. Wąwozowa.
Po oddaniu do użytku rozpoczęto szeroko zakrojone inwestycje budowlane – wzdłuż alei powstało wiele nowych budynków mieszkalnych i użytkowych, w tym budynek urzędu dzielnicy Ursynów i Multikino Ursynów.
Fragmenty ciągu wchodzące w skład koncepcji ulicy Nowo-Bukowińskiej w dzielnicy Mokotów zachowały swoje tradycyjne nazwy (ul. Rolna – na odcinku od al. Wilanowskiej do ul. Wałbrzyskiej) lub zostały nazwane uchwałą z 21 kwietnia 2016 od nazw pobliskich ciągów (ul. Domaniewska – na odcinku od ul. Puławskiej do ul. Bukowińskiej; ul. Bukowińska – na odcinku od ul. Bukowińskiej do al. Wilanowskiej), lub przemianowano je uchwałą z 25 sierpnia 2016 (al. Harcerzy Rzeczypospolitej od ul. Wałbrzyskiej do granicy dzielnicy).
Nazwa ulicy upamiętnia Komisję Edukacji Narodowej, pierwsze w Europie ministerstwo oświaty publicznej.

## Ważniejsze obiekty
- Stacja metra Kabaty
- Aleja Kasztanowa
- Pomnik pielgrzymki rycerza Andrzeja Ciołka w Warszawie
- Park Przy Bażantarni
- Osiedle SM Przy SGGW
- Centrum handlowe Galeria Ursynów (nr 36)
- Stacja metra Natolin
- Urząd Dzielnicy Ursynów (nr 61)
- Stacja metra Imielin
- Centrum handlowe KEN Center
- Stacja metra Stokłosy
- Kościół Wniebowstąpienia Pańskiego (nr 101)
- Stacja metra Ursynów

## Obiekty nieistniejące
- Multikino Ursynów (nr 60)